# Cambio celestial
Cambio celestial (en húngaro Isteni Müszak), también llamada Turno divino, es una película húngara de comedia negra del 2013 dirigida por Márk Bodzsár, con András Ötvös, Roland Rába y Tamás Keresztes en los papeles principales. La película recrea el Budapest de 1992; trata sobre un refugiado de la Guerra de Bosnia que trabaja como enfermero en una ambulancia y gana un dinero extra al colaborar con un contratista funerario.
La trama está inspirada en un caso real de Polonia. Bodzsár escribió la película inspirado en las películas estadounidenses de los años 1990 dirigidas por Quentin Tarantino y Joel e Ethan Coen. El presupuesto fue de 305 millones de forintos húngaros, de los cuales 205 millones provinieron del Fondo de Cine Húngaro. La grabación comenzó a fines de agosto de 2012 y duró 42 días. Fue el primer largometraje del director.

## Reparto
- András Övvös como Milán.
- Roland Rába como médico.
- Tamás Keresztes como Tamás.
- Sándor Zsótér como contratista funerario.
- Natasa Stork como Tánya, la novia de Milán.

## Premios
- 2013: Premio especial del jurado en el Festival de Cine CinÉast (Luxemburgo)[5]